# I Love You's
"I Love You's" é uma canção da cantora americana Hailee Steinfeld, lançada em 26 de março de 2020, pela Republic Records. A música apresenta amostras de "No More I Love You's", de Annie Lennox, portanto David Freeman e Joseph Hughes são creditados como compositores. A canção foi produzida por David Stewart (não confundir com Dave Stewart, do Eurythmics) e serve como o segundo single do seu segundo EP Half Written Story (2020).

## Antecedentes
Steinfeld lançou a capa do álbum, além de colocar o nome da música no Instagram, em 24 de março de 2020, com a legenda "i love you's • march 26th". De acordo com a Rolling Stone, a canção foi inspirada por "No More I Love You's" de Annie Lennox (1995). Steinfeld falou com a EW sobre o que inspirou a música:
"Passei por um término de relacionamento e não me dei tempo suficiente para me curar disso antes de entrar em outro relacionamento. Quando aquele segundo relacionamento terminou, ficou claro que eu precisava de tempo e espaço para curar - eu não tinha me dado isso para começar na primeira vez. Eu não percebi a importância disso."

## Composição
A canção apresenta "sintetizadores flutuantes" e "batidas animadas". Liricamente, trata-se sobre a autoamor e esperança e é composto na chave de E ♭ maior com um ritmo de 107 batidas por minuto.
Em entrevista à Apple Music, Steinfeld falou um pouco sobre a história por detrás da canção: "Gosto de pensar em "I Love You's" como a declaração de tese para este projeto. Quando eu estava me sentindo perdida, confusa, triste, frustrada e com raiva - todas as emoções que vêm com o coração partido - percebi que a única coisa que me faria sentir melhor era ficar sozinha, sem as distrações de outro relacionamento. Como pela primeira vez, percebi que precisava me concentrar em mim mesma para me sentir inteira novamente. Algumas partes de mim estavam faltando. Eu me olhava no espelho e não reconhecia quem eu era, e ficava com raiva de mim mesma por chegar a esse ponto. Então, acho que finalmente disse: 'Chega de "te amo". Chega dessa merda até que eu esteja bem.' Finalmente ouvi a música com a amostra [do hit de Annie Lennox de 1995. “No More I Love You's”], e fiquei chocada. Foi perfeito. Eu sabia que essa seria a faixa de abertura do projeto.”

## Videoclipe
Um vídeo com a letra, criado por Katia Temkin, foi lançado em 26 de março de 2020, acompanhando o lançamento da música. Steinfeld codirigiu o videoclipe oficial da música com Sarah McColgan, que estreou em seu canal no YouTube em 31 de março de 2020. O videoclipe filmado em preto e branco apresenta Steinfeld vestindo roupas transparentes, enquanto é embutido com fundo branco no estúdio.

## Apresentações ao vivo
Steinfeld cantou a música em uma edição caseira do The Tonight Show com Jimmy Fallon , em 1 de maio de 2020, algo que aconteceu num dos primeiros meses da pandemia de COVID-19 no mundo ocidental.

## Créditos e pessoal
| Canção - Hailee Steinfeld — vocais - David Stewart — composição, produção, programação - David Freeman — composição - Jessica Agombar — composição - Joseph Hughes — composição - Sarah "Griff" Griffiths — composição - John Hanes — engenharia, pessoal do estúdio - Randy Merrill — masterização, pessoal do estúdio - Serban Ghenea — mixagem, pessoal do estúdio Créditos da música adaptados do Tidal. Vídeo de música - Hailee Steinfeld e Sarah McColgan — diretoras - Rosie Goodman — produção - Life Garland — edição - Missy Galanida e Isaac Rice — produtores executivos Créditos do vídeo retirados do YouTube. |

## Desempenho nas tabelas musicais
| Tabela musical (2020)                    | Melhor posição |
| ---------------------------------------- | -------------- |
| Austrália (Airplay Radiomonitor)         | 37             |
| Estados Unidos (Billboard Digital Songs) | 48             |
| Nova Zelândia (RMNZ Hot Singles)         | 14             |

## Histórico de lançamento
| Região      | Data                | Formato(s)                 | Versão   | Gravadora(s) | Ref.          |
| ----------- | ------------------- | -------------------------- | -------- | ------------ | ------------- |
| Várias      | 26 de março de 2020 | Download digital streaming | Original | Republic     | [ 16 ] [ 17 ] |
| Austrália   | 27 de março de 2020 | Rádios mainstream          | TBA      | Universal    | [ 18 ]        |
| Reino Unido | 13 de junho de 2020 | Rádios mainstream          | TBA      |              | [ 19 ]        |